# 지바 TV
지바 TV는 1971년 5월 1일 지바현의 독립 UHF 방송국으로 개국했다. 약칭은 CTC, 콜사인은 JOCL-DTV이다.

## 연혁
- 1969년 9월 예비 면허 취득.
- 1970년 1월 회사 설립.
- 1971년 5월 1일오후 1시 50분에 개국. 개국 기념 특별프로로서 롯데 오리온즈(현재의 지바 롯데 마린스)의 야구경기를 오후 2시부터 방송했다.
- 2006년 4월 1일 정오에 지상 디지털 방송의 본방송 개시(원세그도 동시 개시).
- 2011년 7월 24일 디지털 텔레비전 전환. 지상파 아날로그 텔레비전 본방송 종료

## 특징
- 콜사인 JOCL은 가고시마현의 AM라디오 방송국 미나미니혼 방송 아쿠네 중계국에서 사용하던 콜사인이다.
- 간토의 독립 UHF방송국 중에서 유일하게 1990년대 전반까지 낮 정파시간이 있었고 그 시간에는 정지영상 등을 배경으로 한 음악 프로그램을 방송하고 있었으며[1] 이 때문에 일부시청자는 지바 TV를 라디오방송국 같은 텔레비전 방송국으로 취급했으며 이러한 음악 프로그램은 1990년대 중반무렵에 종료되었다.
- 지바현의 공립고등학교와 사립 나리타 고등학교 합격자 발표일에는 모든 합격자의 이름을 하루종일 고지하고 있었으며 이바라기 현 공립 고교 입학 시험후에는 시험 문제의 해설도 방송하고 있었다(현재는 방송하지 않는다).
- 1989년의 쇼와 천황의 사망 때는 이틀간 자체방송을 자숙하면서 니혼TV의 특별프로를 방송했다.
- 지바 롯데 마린스의 야구경기 중계를 자주 한다.
- 특별 프로그램을 방송할 경우 심야 애니메이션을 전날이나 방송당일 황금시간대에 방송하는 경우가 있었으나 지금은 방송시간을 늦추는 일이 많다.

## 주요 프로그램 목록
애니메이션
- 러키☆스타 (らき☆すた)
- 현시연 (げんしけん)

## 지바현에 있는 다른 텔레비전·라디오 방송국
- NHK 지바 방송국
- 베이FM(독립 라디오 방송국)